# Bataille de Glenmalure
Rébellions des Geraldines du Desmond
La bataille de Glenmalure (en irlandais : Cath Ghleann Molúra) s'est déroulée en Irlande en 1580, durant les rébellions des Geraldines du Desmond. Une force catholique irlandaise, constituée de clans gaëls des montagnes de Wicklow, menée par Fiach McHugh O'Byrne et James Eustace, vicomte Baltinglass du Pale, vainc une armée anglaise sous les ordres d'Arthur Grey, 14e baron Grey de Wilton, dans la place forte montagneuse des O'Byrne du Glenmalure.